# Ella Snoep
Ella Snoep, de son vrai nom Peternella Henriëtte Pols,,, née le 5 février 1927 à Amsterdam et morte le 24 mai 2009 à Almere, est une actrice néerlandaise.

## Filmographie

### Cinéma
- 1995 : Filmpje! (nl) : La femme âgée
- 1995 : Laagland (nl) : La voisine
- 1996 : Domburg : Marthe
- 1998 : Verknipt (nl) : Truus
- 2000 : Somberman's actie (nl)  : La dame plus âgée à l'épicerie
- 2007 : Ernst, Bobbie en de geslepen Onix (nl) : La femme âgée

### Téléfilms
- 1991 : Suite 215 : Vrouw
- 1992 : Medisch Centrum West (nl) : Mieke van Telgen
- 1992 : Zeg 'ns Aaa (nl) : Mme Wiersma
- 1992 : Tax Free (nl) : Madame
- 1992 : Bureau Kruislaan (nl) : Mme Van Tuyl
- 1993–1995 : Vrouwenvleugel (nl) : Jantje Kruimel
- 1994 : Seth & Fiona (nl) : Tante Doris
- 1994 : Een galerij : Oma
- 1994 : Het Zonnetje in Huis (nl) : La vieille femme
- 1995 : Toen was geluk heel gewoon (nl) : Elly van der Dood
- 1995 : Coverstory (nl) : Cora, la voisine
- 1995 : Tegen wil en dank (nl) : Mme Van Vleuten
- 1996 : De Winkel (nl) : Pietje Anders
- 1996 : Baantjer : Mme Meggel
- 1997 : Goudkust (nl) : Rita de Brink
- 1997 : Duidelijke taal! : La femme
- 1997–2001 : Kees & Co (nl) : Deux rôles (Mme van Kees et Tante Cor)
- 1998 : SamSam (nl) : Tante Aaf
- 1998–1999 : Het Zonnetje in Huis (nl) : Hella
- 1998–2000 : In de praktijk (nl) : Mme De Winter
- 1999 : De Club van Sinterklaas (nl) : Mme De Boer
- 1999–2000 : De Daltons (nl) : La vielle voisine
- 2001 : Schiet mij maar lek (nl) : Truus
- 2004 : Zes minuten : Tante Cor